# Filiform
Filiform betekent draadvormig en is een term die onder andere in de biologische morfologie en anatomie gebruikt wordt om bijvoorbeeld organische structuren aan te duiden.
Voorbeelden van draadvormige structuren:
- de vorm van de antennes bij sommige insecten kunnen draadvormig zijn.
- de bladeren bij Nepenthes hebben in veel gevallen draadvormige, meercellige haren.